# Hypericum graciliforme
Hypericum graciliforme är en johannesörtsväxtart som beskrevs av N.Robson. Hypericum graciliforme ingår i släktet johannesörter, och familjen johannesörtsväxter. Inga underarter finns listade i Catalogue of Life.